# Should’ve Said No
«Should’ve Said No» (с англ. — «Должен был сказать «нет»») — песня американской певицы Тейлор Свифт, пятый и финальный сингл с её первого студийного альбома Taylor Swift (2006). Песня была выпущена на радиостанциях США 19 мая 2008 года компанией Big Machine Records. В песне «Should’ve Said No», спродюсированной Нейтаном Чапманом, сочетаются кантри-рок, поп-рок и постгранж с банджо и искаженными гитарами. В тексте песни говорится о презрении Свифт к неверному бывшему любовнику.
Музыкальные критики высоко оценили исполнение песни и авторство Свифт. Песня «Should’ve Said No» стала вторым синглом Свифт, занявшим первое место в чарте Hot Country Songs, и поднялась дол 33-го места в Billboard Hot 100. Сингл получил платиновый сертификат Ассоциации звукозаписывающей индустрии Америки (RIAA) за превышение одного миллиона проданных цифровых копий. Он также вошел в чарты синглов в Канаде и Новой Зеландии.
Свифт исполнила «Should’ve Said No» вживую на 43-й церемонии вручения премии Академии кантри-музыки; выступление было записано и выпущено в качестве официального музыкального видео. Песня также была включена в сет-лист её первого хедлайнерского тура, Fearless Tour (2009—2010). Она также исполнила эту песню в качестве приглашенной звезды в туре группы Jonas Brothers Burnin' Up Tour; исполнение было показано в концертном фильме группы Jonas Brothers: The 3D Concert Experience. В 2018 году она включила попурри из «Should’ve Said No» и «Bad Blood» в сет-лист своего тура Reputation Stadium Tour.

## История
Песня «Should’ve Said No» была добавлена в последнюю минуту к дебютному студийному альбому Тейлор Свифт 2006 года Taylor Swift; она написала её за два дня до того, как альбом был сведен и опубликован, и завершила трек с продюсером Нейтаном Чапманом за одну ночь. Она сказала, что написала его как реакцию на что-то «драматическое и сумасшедшее», что произошло с ней, и она почувствовала, что ей нужно «выразить это в форме музыки». Первой строкой, которая пришла ей в голову, было название, а припев она написала за пять минут. Свифт сказала, что многие слова песни были основаны на реальных словах, которые она использовала во время конфронтации со своим бывшим парнем. На сочинение всей песни у неё ушло 20 минут. Свифт отметила, что «Should’ve Said No» и «Picture to Burn» — это две песни на альбоме, которые изображают мстительное отношение к тем, кто обидел её; в то время как «Picture to Burn» имеет гневное отношение, «Should’ve Said No» — это «скорее моральное заявление. Это что-то вроде „Я люблю тебя, мы были потрясающими и замечательными вместе, но ты всё испортил, и я всё равно была бы с тобой“. Ты сказал „да“, а должен был сказать „нет“».
Песня была издана 18 мая 2008 года.

## Композиция
«Should’ve Said No» — это кантри-рок песня, которая включает в себя банджо и открывается риффом стальной гитары. Роджер Холланд из PopMatters классифицировал трек как поп-рок и сказал, что аранжировка кантри-музыки была минимальной. Бриттани Спанос из журнала Rolling Stone отметила, что «Should’ve Said No» выделяется как мелодия в стиле поп-рок в альбоме кантри-музыки. В газете The Guardian Алексис Петридис описал её как «пост-гранжевый гимн стадионного рока». Музыковед Джеймс Э. Пероун отметил, что «Should’ve Said No» имеет исполнение с использованием текстурированных гитар, напоминающее пауэр-рок-балладу, и включает элементы американской фолк-музыки благодаря использованию пентатонической гаммы в мелодии и скрипки в унисон с другими инструментами.
В тексте песни рассказчик укоряет изменившего ему бывшего парня и говорит ему, что она простила бы его, если бы он сказал «нет» девушке, с которой изменил рассказчику. Она не намерена возвращаться к нему, как бы он ни умолял. Перед тем как прекратить их отношения, рассказчик спрашивает бывшего парня: «Прежде чем уйти, скажи мне вот что: Стоило ли оно того? Стоила ли она этого?», на что она неоднократно отвечает себе: «Нет». Некоторые авторы отметили, что песня несет в себе послание молодым девушкам, которые слушают музыку Свифт, чтобы обрести силу контролировать собственную жизнь. В газете The New York Times Джон Караманика написал, что песня «немного порочная… оживленная чем-то более острым, чем традиционная подростковая тревога».

## Отзывы
Песня получила положительные отзывы музыкальной критики и интернет-изданий: PopMatters, Country Weekly, Chicago Tribune, Engine 145, The New York Times.

## Коммерческий успех
«Should’ve Said No» — пятый и последний сингл с дебютного альбома Свифт.
В США сингл поднялся до 33-го места в хит-параде Billboard Hot 100. Он также стал вторым чарттоппером Свифт в кантри-чарте Hot Country Songs после песни «Our Song»; обе песни были написаны исключительно Свифт. Сингл провёл две недели на первом месте Hot Country Songs и получил платиновый сертификат Recording Industry Association of America (RIAA) в 2009 году. К ноябрю 2014 года тираж достиг 1,4 млн копий, а к ноябрю 2017 года он имел тираж 1,5 млн цифровых копий в США. Также «Should’ve Said No» попал в чарты Канады (достиг 67-го места в Canadian Hot 100) и Новой Зеландии (до 18 места в Official New Zealand Music Chart)

## Чарты
| Чарт (2008—2009)                    | Высшая позиция |
| ----------------------------------- | -------------- |
| Канада (Billboard Canadian Hot 100) | 67             |
| Канада (Billboard Country)          | 5              |
| Новая Зеландия (Recorded Music NZ)  | 18             |
| США (Billboard Hot 100)             | 33             |
| США (Hot Country Songs, Billboard)  | 1              |
| США (Pop 100, Billboard)            | 61             |

| Чарт (2008)                   | Позиция |
| ----------------------------- | ------- |
| США (Country Songs Billboard) | 29      |

## Сертификации
| Регион                                                       | Сертификация | Продажи    |
| ------------------------------------------------------------ | ------------ | ---------- |
| США (RIAA)                                                   | Платиновый   | 1 000 000* |
| * Данные о продажах приведены только на основе сертификации. |              |            |